# Pornofeminismo
O pornofeminismo é uma crítica  não uniforme à indústria da pornografía com perspectiva de género. O termo surge no final dos anos setenta em Estados Unidos e divide o movimento feminista entre as abolicionistas e as que reapropriam em suas práticas políticas elementos da pornografia comum.

## Antecedentes
Em 1979, as autoras estadounidenses Catherine MacKinnon e Andrea Dworkin, através da criação do grupo Women Against Pornography, consideram que a indústria da pornografia toma a mulher como um instrumento de poder, pelo qual se exerce uma violência de género. Sendo pioneiras nesta postura, encontram-se na contramão da criação da pornografia.